# Nienburg (stacja kolejowa)
Nienburg – stacja kolejowa w Nienburgu, w kraju związkowym Dolna Saksonia, w Niemczech. Znajdują się tu 3 perony.